# Marcus Bent
Marcus Nathan Bent (* 19. Mai 1978 in Hammersmith) ist ein ehemaliger englischer Fußballspieler. Der Stürmer war während seiner Laufbahn bei 14 verschiedenen englischen Profivereinen unter Vertrag, wobei er seine erfolgreichste Zeit um die Jahrtausendwende bei Sheffield United und später Ipswich Town hatte. Mit den Blackburn Rovers und Birmingham City gelang ihm dazu in den Jahren 2001 und 2009 jeweils als Zweitligavizemeister der Aufstieg in die Premier League.

## Sportlicher Werdegang

### Karrierebeginn in Brentford (1995–1998)
Gut zwei Monate nach dem 17. Geburtstag begann Bent im Juli 1995 seine Profilaufbahn im A-Kader des Londoner Drittligisten FC Brentford. Erstmals auf sich aufmerksam machte er im Verlauf der Saison 1995/96, als er der um den Klassenerhalt kämpfenden Mannschaft neue Impulse gab. Mit seinen Stärken, die in der Beidfüßigkeit und einer hohen physischen Präsenz lagen, zeigte er sich besonders effektiv als Angreifer über die Außenpositionen. Die ersten drei Pflichtspieltore schoss er dazu im FA Cup.
In der folgenden Spielzeit 1996/97 eroberte sich Bent einen Stammplatz bei den „Bees“ und Vergleiche mit dem ebenfalls jamaikastämmigen Marcus Gayle, der in den 1990ern von Brentford aus eine Erstligakarriere beim FC Wimbledon startete, wurden gezogen. Bent blieb auch zu Beginn der Saison 1997/98 fester Bestandteil im von Eddie May trainierten Team und mit Ryan Denys, Robert Taylor und Kevin Rapley bildete er eine publikumswirksame (weil offensiv attraktiv spielende) Angreiferformation. Als jedoch mit Micky Adams ein neuer Cheftrainer nach Brentford kam, fand sich Bent plötzlich häufiger auf der Ersatzbank wieder.

### Premier-League-Erfahrungen und drei Abstiege (1998–2004)
Im Januar 1998 ergriff er dann die etwas überraschende Gelegenheit, in die Premier League zu wechseln und mit dem ebenfalls in London beheimateten Verein Crystal Palace kämpfte er fortan um den Klassenerhalt. Bei seinen 16 Ligabegegnungen in den verbleibenden Partien schoss er fünf Tore und neben sechs Einwechslungen ersetzte er zum Saisonabschluss dauerhaft den Italiener Michele Padovano. Der Abstieg konnte zwar nicht verhindert werden, aber die Erstligaerfahrung hatte Bent zwei Einsätze in der englischen U-21-Auswahl beim Turnier von Toulon ermöglicht. Nach dem Fall in die Zweitklassigkeit hatte Bent mit einer großen Formschwäche zu kämpfen und obwohl er zwischenzeitlich in der Reservemannschaft Torjägerqualitäten zeigte, konnte er diese nicht auf die erste Mannschaft übertragen. Nach zwölf Meisterschaftsspielen ohne einen einzigen Treffer wechselte er im Januar 1999 zum Ligakonkurrenten Port Vale.
Bei dem neuen Klub fand er scheinbar zu alten Stärken zurück, die vor allem im direkten Zweikampf lagen, aber erneut zeigte sich sein Defizit der mangelnden Torgefahr. So war er auch in Port Vale schnell nur noch „zweite Wahl“ und in 15 Ligaauftritten blieb ihm gleichsam ein Torerfolg verwehrt. Die Saison 1999/2000 begann Bent als linker Mittelfeldspieler, aber eine rote Karte im Ligapokal gegen Chester City unterbrach die zwischenzeitliche sportliche Weiterentwicklung. Nach seiner Rückkehr schoss er gegen Grimsby Town als Ersatz-Sturmspitze das erste Tor, bevor er Ende Oktober 1999 für 250.000 Pfund bei Sheffield United anheuerte – die Ablösesumme wuchs später auf 300.000 Pfund an.
In Sheffield entwickelte sich Bent auf Anhieb zu einem Publikumsliebling, da er zu Schnelligkeit, Zweikampf- und Kopfballstärke zurückfand. Dies verdankte er nicht unwesentlich Trainer Neil Warnock, der ihn zu einem größeren Einsatz auf dem Feld anleitete. Bent schoss 15 Ligatore – darunter ein Hattrick beim 6:0 gegen West Bromwich Albion – und schnell erneuerte sich das Interesse von Premier-League-Vereinen für den gerade einmal 22-Jährigen. Kurz nach Beginn der Saison 2000/01 ließ die Torserie bei ihm deutlich nach. Dennoch zeigte sich der Zweitligaaufstiegsaspirant Blackburn Rovers derart hochgradig an einer Verpflichtung interessiert, dass er Ende November 2000 eine Ablösesumme von zunächst mindestens 1,3 Millionen Pfund zu zahlen bereit war.
In Blackburn trug er mit acht Toren dazu bei, dass über den zweiten Platz der direkte Aufstieg in die Premier League gelang. Erneut im Oberhaus angekommen erhielt Bent jedoch nur seltene Bewährungschancen und im November 2001 ging es für ihn weiter zu Ipswich Town, das auch in der Premier League spielte.
In Ipswich war Bent primär als Absicherung für Marcus Stewart vorgesehen und so musste er bis zum Boxing Day auf den ersten Torerfolg warten. Es folgte im Januar 2002 eine Serie von sechs Treffern in sechs Ligaspielen, wobei besonders seine Leistung gegen Tottenham Hotspur weite Beachtung fand, als er sich mit seiner Schnelligkeit einen Eckball erkämpfte und diesen letztlich per Kopfball auch selbst in ein Tor ummünzte. Dennoch stieg er ein zweites Mal aus der Premier League ab und zur Mitte der anschließenden Zweitligasaison 2002/03 musste er für längere Zeit pausieren. Auch nach der Rückkehr tat er sich schwer damit, seine vormalige Form zurückzugewinnen, aber die zwölf Pflichtspieltore bedeuteten für den nun wieder zumeist als „klassischen Mittelstürmer“ eingesetzten Bent eine vergleichsweise respektable Ausbeute. Nach vier Einsätzen zu Beginn der Spielzeit 2003/04 verbrachte er den Rest der Saison auf Leihbasis beim Erstligisten Leicester City.
Dort zeigte er früh seine Torgefahr beim Heimsieg gegen Leeds United und in Anfield; dazu agierte er häufig im rechten Mittelfeld und unterstützte von dort die beiden Stürmer Paul Dickov und Les Ferdinand. Obwohl er neun Tore schoss (darunter ein „Last-Minute-Treffer“ gegen den FC Everton), ereilte ihn aber zum dritten Mal das Los eines Premier-League-Abstiegs.

### Everton, Charlton und Wigan (2004–2008)
Etwas überraschend war im Juli 2004 Bents Wechsel zum FC Everton, aber die Kritiker verstummten schnell, als klar wurde, dass der Neuzugang als einzelne Sturmspitze gut ins Konzept von Trainer David Moyes passte und der Start in die Saison 2004/05 äußerst erfolgreich war. Neben seinen eigenen Toren, darunter entscheidende gegen den FC Middlesbrough und Manchester City sowie besonders spektakulär gegen den FC Southampton aus spitzem Winkel, schuf er mit großem Einsatzwillen häufig Gelegenheiten für Mitspieler. Dazu wich er bei Bedarf auf die rechte Seite aus, wo er seine Schnelligkeit ausspielen konnte. Am Ende hatte er in nur einem Erstligaspiel gefehlt und Everton mit zur Champions-League-Qualifikation verholfen. In der anschließenden Spielzeit 2005/06 verlor Bent dessen ungeachtet schnell seinen Stammplatz an James Beattie und häufig als Ersatzspieler agierend gelang ihm nur ein Treffer, bevor er im Januar 2006 zum Ligakonkurrenten Charlton Athletic weiterzog.
In Charlton schoss er bei seinem Debüt am 22. Januar 2006 gegen den FC Chelsea nach seiner Einwechslung den 1:1-Ausgleichstreffer. Obwohl er drei Wochen später gegen Manchester City ein weiteres Tor folgen ließ, plagten ihn Oberschenkelprobleme, wodurch die Saison später für ihn vorzeitig endete. In der anschließenden Spielzeit 2006/07 absolvierte er zwar die Mehrzahl der Spiele für Charlton, aber häufig kam er nur spät per Einwechslung zum Einsatz. Dafür war vor allem die taktische Vorgabe des Trainers, mit nur einer Sturmspitze zu spielen, verantwortlich und diese Rolle füllte zumeist sein Namensvetter Darren Bent aus. So schoss er in der gesamten Ligasaison, die mit seinem vierten Premier-League-Abstieg endete, nur ein einziges Tor. Nach dem Abstieg war Bent plötzlich zu Beginn der Saison 2007/08 Stammspieler in Charlton, bevor ihn der Klub ab Ende August 2007 für den Rest der Spielzeit an den Erstligisten Wigan Athletic auslieh – nur scheinbar überraschend, denn das in Finanznöte geratene Charlton versuchte auf diese Weise Gehaltskosten einzusparen.
In Wigan schoss er bei seinem ersten Starteinsatz gegen den FC Reading das erste Tor für Wigan. Er bildete ein Sturmduo mit Emile Heskey, erzielte als erst zweiter Wigan-Spieler gegen die Blackburn Rovers einen Hattrick in der Premier League und war am Ende der Runde mit sieben Ligatoren bester Torschütze seines Klubs.

### Letzte Karrierestationen (2008–2012)
Nächste Station war für Bent ab Juli 2008 der Erstligaabsteiger Birmingham City. Dort musste er zunächst auf seine Chance geduldig warten, bevor er im Oktober und November 2008 an der Seite von Kevin Phillips mit dafür sorgte, dass eine Serie von sieben ungeschlagenen Spielen den Weg für den späteren Wiederaufstieg ebnete. In insgesamt 33 Ligapartien hatte er zwar nur 16-mal in der Startformation gestanden und lediglich drei Tore erzielt, aber gut zu der physisch orientierten Spielweise des Klubs gepasst und den Mannschaftskameraden Freiräume eröffnet. Zurück in der Premier League kam er dort für Birmingham jedoch nicht mehr zum Zuge, was vor allem an einer in der Sommervorbereitung erlittenen Verletzung lag. Nur einmal fand er den Weg auf die Ersatzbank, bevor er Ende Oktober 2009 an das zweitklassige FC Middlesbrough ausgeliehen wurde.
Dort war er in den anfänglich sieben Partien zwar nur einmal siegreich, aber das knappe Stürmerangebot bei „Boro“ führte dazu, dass das Leihgeschäft bis Mitte Januar 2010 verlängert wurde. Kurz nach seiner Rückkehr nach Birmingham ging es für ihn weiter zu den Queens Park Rangers, wo er in vier Monaten jedoch verletzungsbedingt nur auf 135 Einsatzminuten kam. Nach weiteren Leihstationen in der Saison 2010/11 mit den Wolverhampton Wanderers und erneut Sheffield United zog es Bent in der Spielzeit 2011/12 für ein Jahr nach Indonesien zu Mitra Kukar.

## Titel/Auszeichnungen
- Englands Fußballer des Monats: Januar 2002